# FED

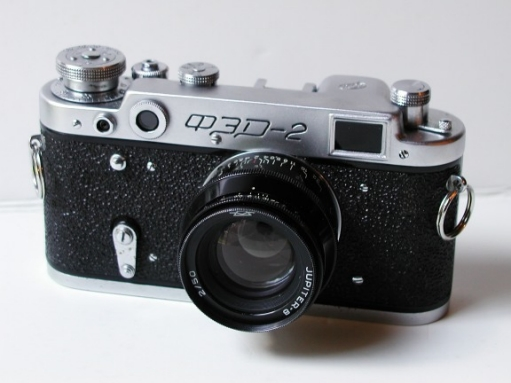
FED 2 s objektivem Jupiter 8

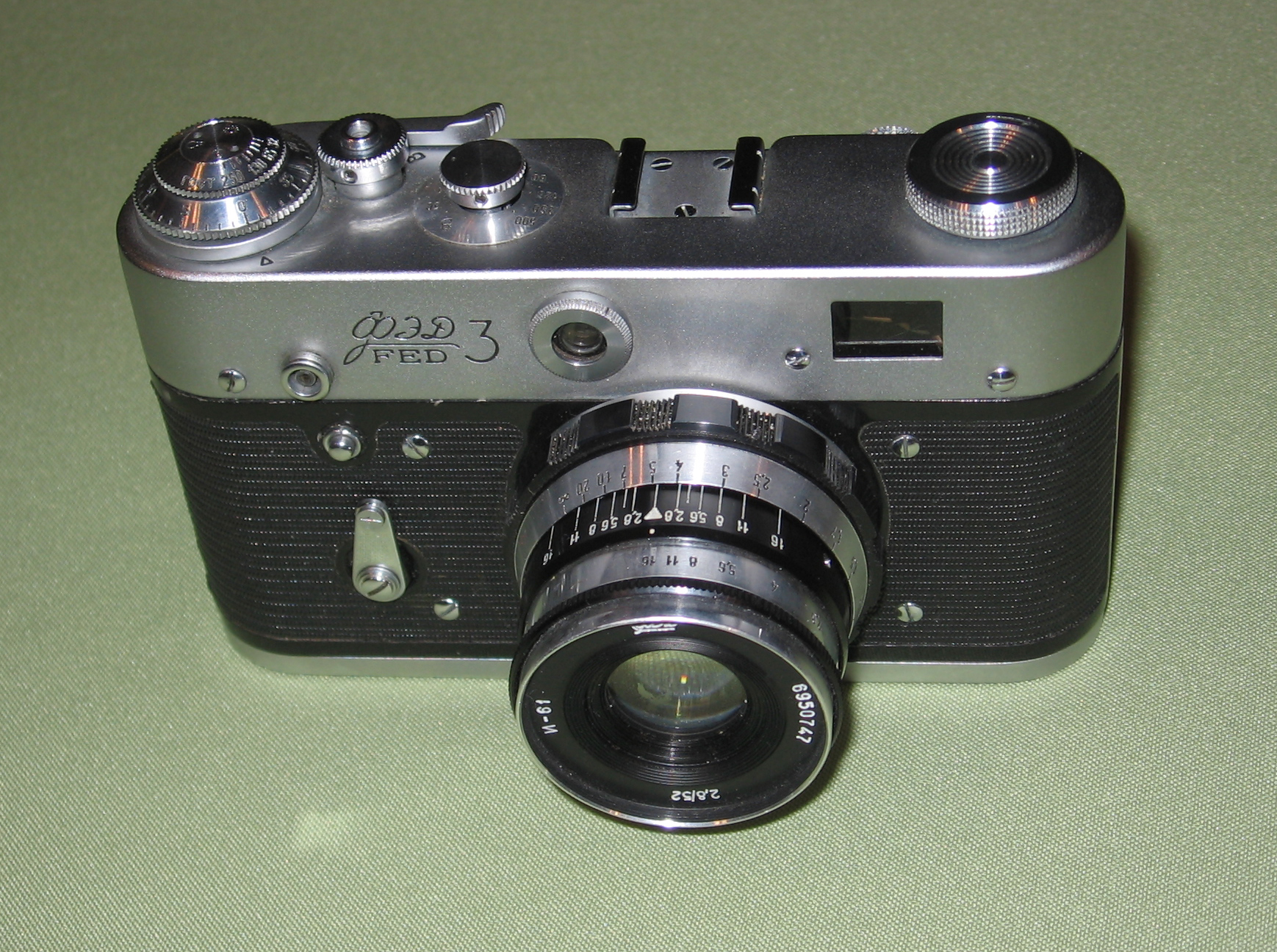
FED 3 s objektivem 61

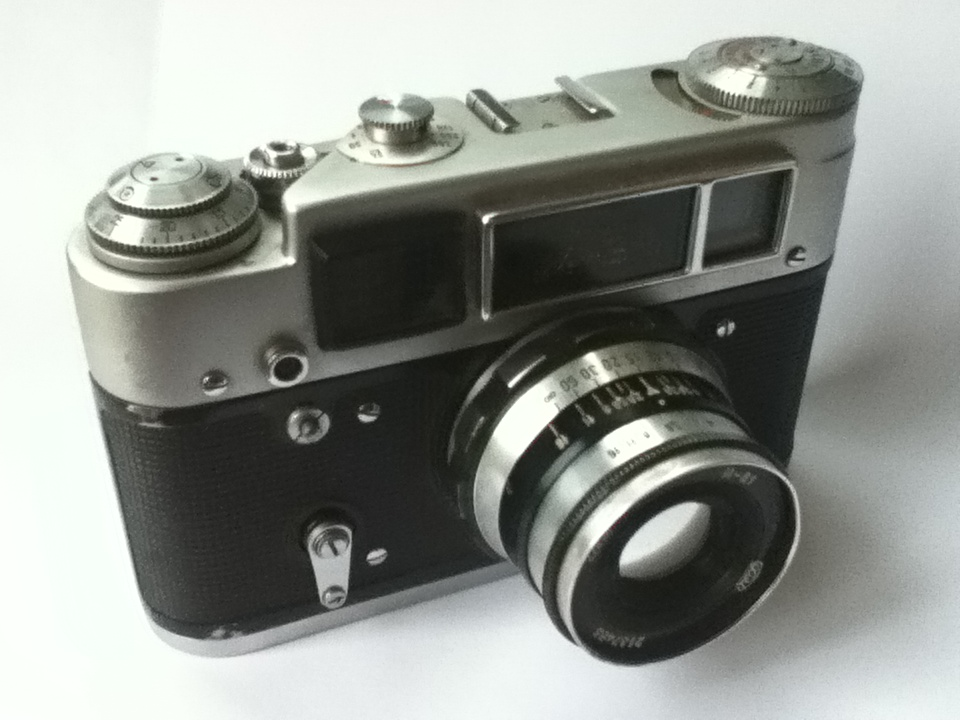
FED 4 s objektivem 61

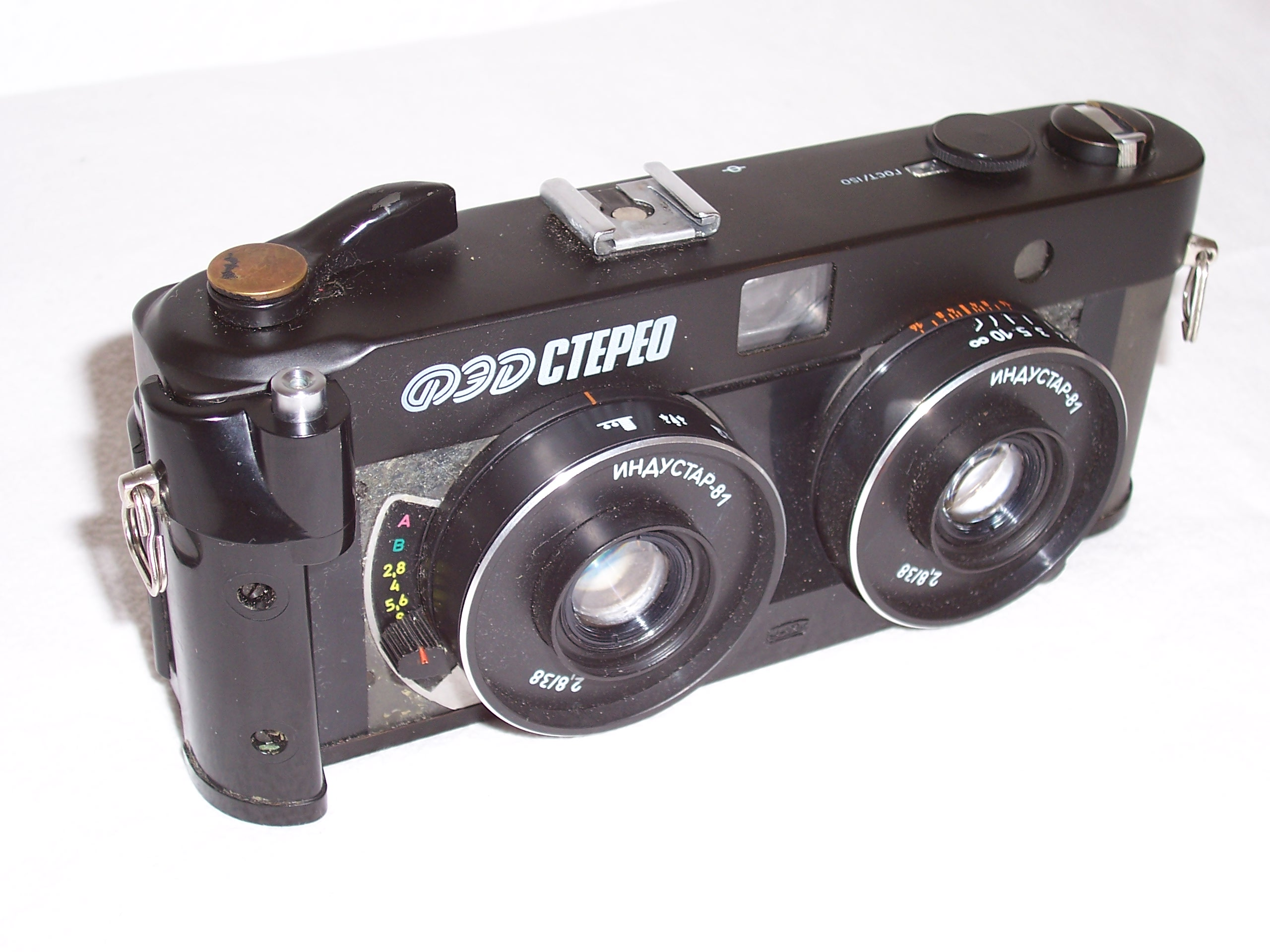
FED Stereo

FED (rusky ФЭД) je sovětský dálkoměrný fotoaparát sériově vyráběný v letech 1934 až asi do roku 1990 a nese název závodu, který jej vyráběl.

## Historie
FED je nepřímo pojmenován po Felixi Dzeržinském, zakladateli tajné policie Čeka. Fotoaparát je kopii německého modelu Leica. Výroba ve velkém začala v roce 1934 a pokračovala až do roku 1941, když německé síly továrnu zničily, a obnovila se znovu v roce 1946.

## Modely
- FED 1 (Fedka) (1934–1955)
- FED S (1938–1941)
- FED V (od 1938)
- FED 2 (1955–1970)
- ZARYA (1958–1959)
- FED 3 (1961–1980)
- FED 4 (1964–1976)
- FED 5 (1977–1990)

Stereofotoaparáty (1988–1996)
- FED Stereo
- FED Stereo M
- FED B-O-Y Stereo

Aktuální modely na trhu:
- FED 5B
- FED 5C